# Joseph Schildkraut
Joseph Schildkraut (Wenen, 22 maart 1896 - New York, 21 januari 1964) was een Oostenrijks-Amerikaans acteur.

## Biografie
Joseph “Pepi” Schildkraut werd geboren in 1896 als zoon van acteur Rudolph Schildkraut (1862-1930). Begin jaren 1900 verhuisde zijn familie naar de Verenigde Staten. Tussen 1913 en 1920 keerde hij terug naar zijn vaderland. Hij begon zijn carrière in 1915 in een Duitse speelfilm waarin ook zijn vader speelde. In 1921 kreeg zijn eerste rol in een Amerikaanse film: Orphans of the Storm, waarin hij de mannelijke hoofdrol speelde naast de zussen Lillian Gish en Dorothy Gish.
In de jaren 30 kende zijn carrière een hoogtepunt. In 1934 speelde hij naast Claudette Colbert in Cleopatra. Voor zijn rol in The Life of Emile Zola, waarin hij acteerde naast Paul Muni en Gale Sondergaard ontving hij de Oscar voor beste mannelijke bijrol. Ook in Marie Antoinette (1938) had hij een belangrijke bijrol, net als in The Man in the Iron Mask (1939). Na de jaren 30 kreeg hij nog maar weinig rollen. Zijn bekendste rol op latere leeftijd is die van Otto Frank in de film The Diary of Anne Frank (1959) nadat hij eerder dezelfde rol had gespeeld in het gelijknamige toneelstuk.
Hij overleed in 1964 op 67-jarige leeftijd. Hij werd begraven op het Hollywood Forever Cemetery.

## Filmografie (selectie)
- Orphans of the Storm (1921)
- The Road to Yesterday (1925)
- The King of Kings (1927)
- Cleopatra (1934)
- The Crusades (1935)
- The Life of Emile Zola (1937)
- Souls at Sea (1937)
- Marie Antoinette (1938)
- The Man in the Iron Mask (1939)
- The Rains Came (1939)
- Idiot's Delight (1939)
- Lady of the Tropics (1939)
- The Shop Around the Corner (1940)
- The Diary of Anne Frank (1959)

- Bibsys: 6039867
- Biblioteca Nacional de España: XX1499395
- Bibliothèque nationale de France: cb14043401q (data)
- CiNii: DA08616293
- Gemeinsame Normdatei: 139569928
- International Standard Name Identifier: 0000 0000 8363 827X
- Library of Congress Control Number: n85138152
- Nationale Bibliotheek van Israël: 987007273927605171
- SNAC: w6ks707t
- Système universitaire de documentation: 075179849
- Virtual International Authority File: 22343625
- WorldCat: E39PBJp9p7YbcPYHWBMM4CgYfq